# Hypocrea tawa
Hypocrea tawa är en svampart som beskrevs av Dingley 1952. Hypocrea tawa ingår i släktet svampdynor och familjen Hypocreaceae.   Inga underarter finns listade i Catalogue of Life.